# 新庄市立北辰小学校
新庄市立北辰小学校（しんじょうしりつ ほくしんしょうがっこう）は、山形県新庄市にあった公立小学校。

## 概要
新庄市内の市街地の北側に位置していた。

## 沿革
- 1936年（昭和11年）9月3日 - 開校認可。
- 1937年（昭和12年）4月5日 - 沼田尋常小学校から分離し、北辰尋常小学校として開校。
- 1941年（昭和16年） - 北辰国民学校に改称。
- 1947年（昭和22年） - 学校組合立北辰小学校に改称。
- 1949年（昭和24年） - 新庄市立北辰小学校に改称。
- 1959年（昭和34年） - プ－ル建設。
- 1978年（昭和53年） - 体育館改築。
- 1994年（平成6年） - 新プール建設。
- 2021年（令和3年） 3月31日 - 沼田小学校、明倫中学校と統合して小中一貫校の新庄市立明倫学園が開校するため、閉校。

出典：

## 通学区域
- 太田、荒小屋、高壇、北 新町 、北 新町   団地、中川原、野中、小月野、月岡、梅ケ崎、一本柳、中山、小泉[2]

## 進学先の中学校
- 卒業生が公立中学校を選択する場合は、明倫中学校へ進学した[2]。

## 教育目標
- いのち輝き、夢に向かって学び続ける子どもの育成
  - 思いやりのある子
  - 生き生きと学ぶ子
  - たくましく挑戦する子
  - ふるさとを愛する子